# Coppa CEV 2013-2014 (femminile)
La Coppa CEV di pallavolo femminile 2013-2014 si è svolta dal 22 ottobre 2013 al 29 marzo 2014: al torneo hanno partecipato trentasei squadre di club europee e la vittoria finale è andata per la prima volta al Fenerbahçe Spor Kulübü.

## Regolamento
Al torneo hanno partecipato 32 squadre che si sono sfidate in diverse fasi ad eliminazione diretta, suddivise in sedicesimi di finale, ottavi di finale e quarti di finale: le 4 squadre qualificate hanno disputato quindi la Challange Round affrontando 4 squadre eliminate durante la fase a gironi della Champions League 2013-14; si è proseguito quindi con semifinali e finale.

## Squadre partecipanti
| - ASKÖ Linz-Steg - Schwechat Post - Azərreyl - Azəryol - Lokomotiv Baku - Asteríx Kieldrecht - Oudegem - Atlant Baranoviči - Jedinstvo Brčko | - Poreč - Viesti Salo - ASPTT Mulhouse - Saint-Cloud Paris SF - Dresdner - Vilsbiburg - AEK Atene - Olympiakos - Hapoël Kfar Saba | - Hapoël Névé Sha'anan - Weert - BKS - Muszyna - Královo Pole - Olomouc - Prostějov - Dinamo Bucarest - Tomis Constanța | - Uraločka - Partizan - Branik - Kanti - Köniz - Bursa BB - Fenerbahçe - Chimik - Orbita |

## Sedicesimi di finale

### Squadre qualificate
| - Azərreyl - Lokomotiv Baku - Atlant Baranoviči - BKS - Uraločka - Fenerbahçe - Hapoël Kfar Saba - Köniz | - Muszyna - Olomouc - Olympiakos - Viesti Salo - Schwechat Post - Vilsbiburg - Chimik - Orbita |

## Ottavi di finale

### Squadre qualificate
- Azərreyl
- Lokomotiv Baku
- BKS
- Uraločka
- Fenerbahçe
- Muszyna
- Viesti Salo
- Chimik

## Quarti di finale

### Squadre qualificate
- Uraločka
- Fenerbahçe
- Muszyna
- Chimik[3]

## Challenge Round

### Squadre qualificate
- Azəryol
- Dresdner[4]
- Uraločka
- Fenerbahçe

## Semifinali

### Squadre qualificate
- Uraločka
- Fenerbahçe

## Finale

### Squadra campione
Fenerbahçe